# Горња Гарона
Горња Гарона (фр. Haute-Garonne) департман је у југозападној Француској. Припада региону Југ—Пиринеји, а главни град департмана (префектура) је Тулуз. Департман Горња Гарона је означен редним бројем 31. Његова површина износи 6.309 км². По подацима из 1999. године у департману Горња Гарона је живело 1.243.641 становника, а густина насељености је износила 197 становника по км².
Овај департман је административно подељен на:
- 3 округа
- 53 кантона и
- 588 општина.

## Демографија
| 1962.   | 1968.   | 1975.   | 1982.   | 1990.   | 1999.     | 2006.     | 2011.     |
| ------- | ------- | ------- | ------- | ------- | --------- | --------- | --------- |
| 594.633 | 690.712 | 777.431 | 824.501 | 925.962 | 1.046.338 | 1.186.330 | 1.260.226 |